# 二神範蔵
二神 範蔵（ふたかみ のりぞう、明治28年（1895年）6月29日 - 没年不明）は日本の実業家。元山下近海汽船社長。
二神は、東京都知事石原慎太郎の父潔の死後、慎太郎に一橋大への進学と、当時できたばかりの公認会計士の取得を強くすすめた

## 経歴
愛媛県南宇和郡城辺町（現在の愛南町）出身。二神彦一の男。
大正7年（1918年）東京高商（現在の一橋大学）を卒業し三井物産を経て、昭和6年（1931年）6月山下汽船に入社し日濠定航事務所長、紐育支店副長、名古屋支店長を歴任。
昭和18年（1943年）山下近海機船常務に転じ、昭和22年（1947年）3月同社社長に挙げられ、昭和24年（1949年）4月第二会社山下近海汽船を設立し社長に就任した。

## 人物像
趣味はゴルフ、囲碁。

## 家族・親族
一男四女あり。

## 関連人物
- 石原潔
- 石原慎太郎
- 山下亀三郎